# Privoljsk
Privoljsk (en russe : Приволжск) est une ville de l'oblast d'Ivanovo, en Russie, et le centre administratif du raïon de Privoljsk. Sa population s'élevait 16 358 habitants en 2014.

## Géographie
Privoljsk est arrosée par la rivière Chatcha, un affluent de la Volga et se trouve à 48 km au sud-est de Kostroma, à 51 km au nord-est d'Ivanovo et à 285 km au nord-est de Moscou. Elle est reliée à Kostroma et à Vladimir par la route fédérale R132.

## Histoire
Le village de Iakovlevskoïe Bolchoïe (Яковлевское Большое), mentionné en 1485, devient la commune urbaine de Iakovlevski en 1925. La ville de Privoljsk est formée en 1938 par la fusion de Iakovlevski et des villages voisins.

## Patrimoine
- Église Saint-Nicolas (1779)
- Monastère féminin Saint-Nicolas
- Église des Vieux Croyants
- Maisons de la rue de la Révolution

## Population
Recensements (*) ou estimations de la population
| 1897* | 1926* | 1939*  | 1959*  | 1970*  | 1979*  |
| ----- | ----- | ------ | ------ | ------ | ------ |
| 5 000 | 6 484 | 14 669 | 18 723 | 19 771 | 20 363 |

| 1989*  | 2002*  | 2010*  | 2012   | 2013   | 2014   |
| ------ | ------ | ------ | ------ | ------ | ------ |
| 20 680 | 18 385 | 16 749 | 16 570 | 16 485 | 16 358 |